# Paul Bäumer
Pour les articles homonymes, voir Bäumer.

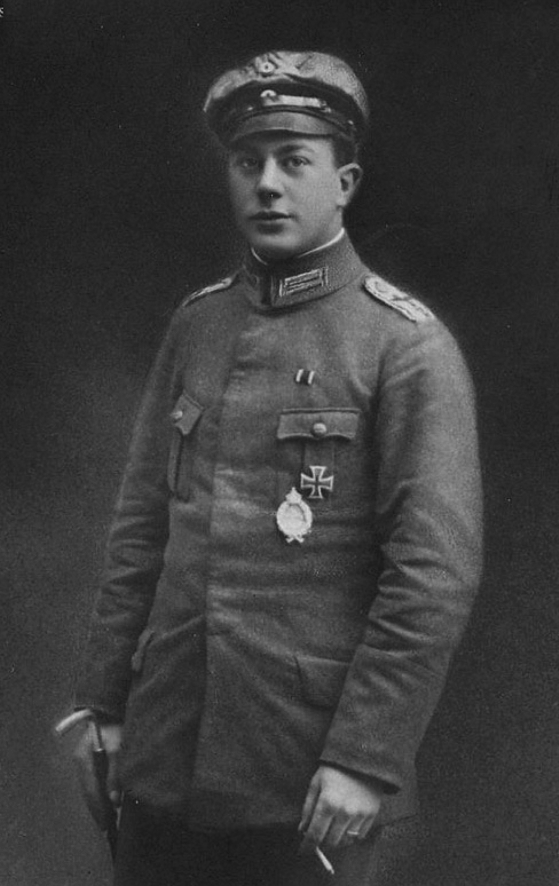
Paul Bäumer

Paul Bäumer, né le 11 mai 1896 et mort le 15 juillet 1927, était un aviateur allemand, as de la Première Guerre mondiale.

## Biographie
Paul Bäumer avait appris à piloter avant la Première Guerre mondiale : il fut cependant versé dans l'infanterie. Blessé en 1915, il devint assistant dentaire dans l'aviation, avant d'être admis à débuter l'entraînement en vue de devenir pilote de chasse. Il rejoignit le Jagdstaffel 5 en juin 1917, et remporta trois victoires en combat aérien au cours du mois de juillet. Transféré dans l'escadrille d'élite Jasta Boelcke, et pilotant désormais un Fokker D.VII. Il totalisait dix-huit victoires à la fin de l'année 1917. 
Il remporta encore de nombreuses victoires en 1918, dont seize au cours du seul mois de septembre. Surnommé « l'Aigle de fer », il arborait un edelweiss sur son appareil. Lorsque celui-ci fut abattu en flammes à la fin septembre 1918, il sauta en parachute avec succès, fait rare au cours du conflit. Il reçut la décoration Pour le Mérite peu avant l'armistice. Ses quarante-trois victoires le plaçaient alors au neuvième rang des as allemands. 
Devenu dentiste, il mourut lors d'un accident d'avion, à Copenhague, en 1927. Il est possible que son nom ait inspiré Erich Maria Remarque pour le personnage-narrateur d’À l'Ouest, rien de nouveau (1929).

## Source
- (en) Norman Franks et Frank W. Bailey, Above the lines : the aces and fighter units of the German Air Service, Naval Air Service and Flanders Marine Corps, 1914-1918, Londres, Grub Street, 1993, 259 p. (ISBN 978-0-948817-73-1)